# Orgosolo
Orgosolo (sardinsky: Orgòsolo) je italská obec (comune) v provincii Nuoro v regionu Sardinie. Nachází se ve výšce 620 metrů nad mořem a má přibližně 3 900 obyvatel. Rozloha obce je 222,6 km².